# Daaf Drok
Daaf Drok (Rotterdam, 1914. május 23. – 2002. március 7.), holland válogatott labdarúgó.
A holland válogatott tagjaként részt vett az 1938-as világbajnokságon.